# Anisodesmus cerasinus
Anisodesmus cerasinus är en mångfotingart som beskrevs av Cook 1896. Anisodesmus cerasinus ingår i släktet Anisodesmus och familjen Chelodesmidae. Inga underarter finns listade i Catalogue of Life.